# Peter Scott (narciarz)
Peter Scott (ur. 27 listopada 1990 w Kapsztadzie) – południowoafrykański narciarz alpejski, startujący w międzynarodowych zawodach od 2006 roku, uczestnik Zimowych Igrzysk Olimpijskich 2010.
Scott dwukrotnie reprezentował Południową Afrykę na mistrzostwach świata w narciarstwie alpejskim. W 2009 roku w Val d’Isère zajął 75. miejsce w slalomie gigancie oraz 57. miejsce w slalomie. Dwa lata później w Garmisch-Partenkirchen został sklasyfikowany na 64. miejscu w slalomie gigancie, a rywalizacji w slalomie nie ukończył.
Peter Scott znalazł się także w reprezentacji Południowej Afryki na Zimowe Igrzyska Olimpijskie 2010 w Vancouver. Wystartował tam w zawodach w slalomie gigancie, jednak nie został sklasyfikowany z powodu nieukończenia przejazdu.
21 stycznia 2010 w Super Bagnères zajął dziewiąte miejsce w zawodach w slalomie gigancie zorganizowanych przez Międzynarodową Federację Narciarską.